# Peque (Espanha)
Peque é um município da Espanha na província de Zamora, comunidade autónoma de Castela e Leão, de área 39,20 km² com população de 178 habitantes (2007) e densidade populacional de 4,62 hab/km².

## Localização
O município de Peque fica situado a norte da cidade de Zamora, a cerca de 86 km , na  comarca de Sanabria-Carballeda.

## Monumentos
- Ermida de Nuestra Señora de la Consolación (Nossa Senhora da Consolação), de estilo renascentista,  com a  imagem  da la Virgem do mesmo nome e de San Germán, ambos Patronos del Pueblo.

- Iglesia Paroquial de la Santísima Trinidad (santíssima Trindade) que alberga no seu interior um retábulo barroco.

- Moinho de água situado no  Rio Negro, e ponte medieval sobre o referido rio

## Festas
- Festa no domingo anterior ao Corpo de Cristo, em honra da Santíssima Trindade.

- Festa no quarto domingo de Setembro em honra à Virgem da Consolação

## Acontecimentos
Em Agosto de 2006, gerou polémica e contestação por parte dos habitantes, o facto de o alcaide deste município decidir que a sua localidade iria concorrer  para a  construção na sua área de  um depósito para resíduos nucleares. Esta localidade fica próxima da fronteira portuguesa, tendo dado origem a críticas dos autarcas do distrito de Bragança, Portugal.

## Demografia
| Variação demográfica do município entre 1991 e 2004 | Variação demográfica do município entre 1991 e 2004 | Variação demográfica do município entre 1991 e 2004 | Variação demográfica do município entre 1991 e 2004 |
| --------------------------------------------------- | --------------------------------------------------- | --------------------------------------------------- | --------------------------------------------------- |
| 1991                                                | 1996                                                | 2001                                                | 2004                                                |
| 228                                                 | 254                                                 | 199                                                 | 181                                                 |